# Coup d'État de 1980 en Mauritanie
Le coup d'État de 1980 en Mauritanie est un coup d'État militaire survenu en Mauritanie le 4 janvier 1980. 

## Déroulement
Le coup d'État a été dirigé par le Premier ministre, le colonel Mohamed Khouna Ould Haidalla, qui a pris le pouvoir au Président, le lieutenant-colonel Mohamed Mahmoud Ould Ahmed Louly.
Haidalla avait assumé la présidence du Comité militaire de salut national (CMSN) au pouvoir, composé de 24 membres, une junte militaire créée à la suite d'un coup d'État antérieur en 1979.
Après le coup d'État, Haidalla a continué à servir à la fois comme président et Premier ministre jusqu'au 12 décembre 1980, date à laquelle il a nommé un gouvernement civil avec Sid Ahmed Ould Bneijara (en) comme Premier ministre. 